# Bob Guccione
Robert Charles Joseph Edward Sabatini Guccione (17 de diciembre de 1930 – 20 de octubre de 2010) fue un fotógrafo estadounidense, reconocido por fundar la revista de contenido adulto Penthouse en 1965. 

## Carrera
Guccione fundó Penthouse con el objetivo competir con la revista Playboy de Hugh Hefner, pero mediante un contenido más extremo, un estilo especial de fotografía de enfoque suave e informes detallados de los escándalos de corrupción del gobierno. En 1982 Guccione fue incluido en la lista de las 400 personas más ricas de Norteamérica y era el propietario de una de las mansiones más grandes de Manhattan. Sin embargo hizo algunas inversiones extravagantes que fracasaron, y el crecimiento de la pornografía en línea gratuita en la década de 1990 disminuyó enormemente su mercado. En 2003, los editores de Guccione se declararon en quiebra y él renunció como presidente.

### Fallecimiento
En 2004 Guccione se había sometido a una cirugía para el cáncer de garganta y declaró: "Mi cáncer era solo un pequeño tumor del tamaño de una almendra en la base de la lengua. La cura es probablemente tan mala como la enfermedad. Afectó mi capacidad de tragar y la movilidad de mi lengua, haciendo que sea muy difícil para mí hablar". Guccione fue diagnosticado posteriormente con cáncer de pulmón terminal y murió el 20 de octubre de 2010.

### Legado
En 2013 el documentalista Barry Avrich produjo y dirigió una cinta biográfica sobre Guccione titulada Filthy Gorgeous: The Bob Guccione Story. La película tuvo su estreno mundial en el Festival de Cine de Toronto antes de transmitirse en Epix y HBO. La película fue producida independientemente por Melbar Entertainment Group.